# Acontia thapsinana
Acontia thapsinana là một loài bướm đêm trong họ Noctuidae.